# József Hevesi
József Hevesi, do roku 1877 József Kronstein (15. března 1857 Fegyvernek – 20. ledna 1929 Budapešť) byl maďarský židovský spisovatel, novinář, redaktor a dramatik.

## Životopis
Narodil se v rodině židovského původu Farkasovi Hevesimu (Kronsteinovi) a Fanni roz. Grossové. Jeho manželkou se stala Julianna Dicková.
Vzdělával se soukromě do doby, než ve třinácti letech nastoupil na gymnázium v Kecskemétu, střední školu pak dokončil v kratší době. V roce 1877 odešel do Budapešti, kde studoval na Fakultě humanitních věd univerzity a poté se stal novinářem. V témže roce si nechal pomaďarštit příjmení.
První báseň mu vyšla v roce 1875. Napsal několik článků a povídek o venkově do listu Közvélemény, který redigoval Béla Lukács. József Hevesi byl mimořádně plodným autorem povídek, témata svých příběhů zpracovával lyrickým tónem.
V Budapešti v letech 1880–1881 redigoval Vasárnapi Lapokat; Ellenőr r. 1883; Magyar Salon od 1. května 1884 do září 1891 spolu s Józsefem Feketem; Szépirodalmi Könyvtár, vydaný Kruhem přátel umění v letech 1890–1893, ve 12 svazcích; od května 1893 do května 1894 obrázkový politický deník Szabad Szó, od ledna 1892 obrázkový časopis Magyar Géniusz a od roku 1894 obrázkový měsíčník Otthon.
Jeho spisy byly publikovány v mnoha dalších novinách. V letech 1891–1893 sestavil Magyar Dekameront (vyprávění stovky maďarských spisovatelů). Používal pseudonymy: Figaró, Lucifer. Byl pohřben na hřbitově ve Farkasréti.

## Dílo

### Maďarská wikipedie
- Ibolyák. Versek. Budapest, 1879
- A malom alatt. (Alphonse Daudet után, fordította) Budapest, 1879
- Névjegyek Janka asztalára. Mezőtúr, 1880. (Elbeszélések)
- Vig elbeszélések. Esztergom, 1883 – (Mulattató Könyvtár, 22.)
- A feltámadt halott. Budapest, 1886. (M. Mesemondó 11. sz., névtelenül.)
- Hamis gyémántok. Novellák. Budapest, 1886
- Apró történetek. Novellák. Budapest, 1887
- Nászúton. Novellák. Budapest, 1892
- Az ár ellen. Regény. Budapest, 1892
- A gordiusi csomó. Novellák. Budapest, 1895
- Piros narancsok. Novellák. Budapest, 1900
- Márkus-téri galambok. Novellák. Budapest, 1903
- Azur történetek. Novellák. Budapest, 1906
- Hevesi József válogatott művei. Tíz kötet. Budapest, 1910

### Úvod Františka Sekaniny
- Velenczei történetek: sbírka novel. (Benátské historky)
- Piros narancsok: sbírka novel. (Červené pomeranče)
- Buddha világból: sbírka novel. (Ze světa Buddhova)
- Az apai rög: sbírka novel. (Otcovská hrouda)
- A zár ellen: román (Proti proudu)
- Eros diadala: román. (Triumf lásky)
- Milói Venusz: román
- A becsület: román. (Čest)
- Lotosz: drama

### Hry
- A harmadik: dramolette egy felvonásban. Hetényi Bélával együtt (első előadása: 1885. február 20., a Nemzeti Színházban; a Magyar Salonban II. 1884–1885)
- A lidércz. Hetényi Bélával együtt (előadták 1885. szeptember 6-án a Budai Színkörben)
- Ősz és tavasz. Hetényi Bélával együtt (előadták 1886 március 3-án a Nemzeti Színházban)
- A szamárdiak. Hetényi Bélával együtt (Kecskeméten)
- Nasztya. Sarapov Sergius együtt (Kecskeméten)
- A vier évszak. Hetényi Bélával együtt (színmű, Nemzeti Színház, 1897)
- Hajnali harangszó. Karczag Vilmossal együtt (népszínmű, Népszínház, 1898)
- A mama (vígjáték; Nemzeti Színház, 1904)
- Liliomhullás (színmű)

### V češtině
- Skutečný úspěch – úvod František Sekanina, přeložil Bohumil Kyselý; in: 1000 nejkrásnějších novel... č. 81. Praha: J. R. Vilímek, 1915